# هری شام جونیور
هری شام جونیور (انگلیسی: Harry Shum, Jr.;چینی: 岑勇康; متولد ۲۸ آوریل ۱۹۸۲) بازیگر، رقصنده، طراح رقص و خواننده اهل کاستاریکا است. وی بیشتر به علت ایفای نقش مایک چنگ در مجموعه تلویزیونی شبکه رسانه‌ای فاکس یعنی گلی شناخته شده‌است. وی همچنین در استپ آپ ۲ و استپ آپ ۳ به عنوان یکی از رقصنده‌ها به نام کیبل حضور داشت. وی همچنین در مجموعه تلویزیونی شدوهانترز(shadowhunters)که از شبکه‌ی(freeform)پخش می‌شود به عنوان مگنس بِین ایفای نقش کرده. وی همچنین نقش الیوت هوو در افسانه بزرگ‌ترین رقصندگان را بازی کرد.
او در فیلم سوختن و عروسی خانوادگی ما بازی کرده‌است.